# Fiorinia odaiensis
Fiorinia odaiensis är en insektsart som beskrevs av Sadao Takagi 1975. Fiorinia odaiensis ingår i släktet Fiorinia och familjen pansarsköldlöss. Inga underarter finns listade i Catalogue of Life.